# Venezuelas damlandslag i fotboll
Venezuelas damlandslag i fotboll är det damlandslag i fotboll som representerar det sydamerikanska landet Venezuela. Laget styrs av Federación Venezolana de Fútbol (svenska: Venezolanska fotbollsfederationen), och är medlem i Conmebol samt Fifa.